# De Kalb (Missouri)
De Kalb è un comune degli Stati Uniti d'America, situato nello Stato del Missouri, nella contea di Buchanan.